# توسولا
توسولا (به لاتین: Tuusula) یک شهرداری در فنلاند است که در اوسیما واقع شده‌است.

## خصوصیات
توسولا ۶۳ متر بالاتر از سطح دریا واقع شده‌است.